# Amelie (Medizin)
Amelie (von altgriechisch μέλος mélos, deutsch ‚Glied‘ mit Alpha privativum) bezeichnet eine angeborene Fehlbildung mit Fehlen von einer oder mehreren Gliedmaßen.
Sind alle vier Gliedmaßen betroffen, spricht man von einer Tetraamelie.
Sind die Arme betroffen, wird dies als Abrachie bezeichnet.
Liegt kein Fehlen, sondern eine Fehlbildung mit Deformierung und/oder Verkürzung vor, lautet die Bezeichnung Dysmelie.